# Палана
Пала́на — посёлок городского типа, административный центр Корякского округа — административно-территориальной единицы с особым статусом в составе Камчатского края России. Образует городской округ «поселок Палана».

## География
Расположен на западном побережье Камчатки, на правой надпойменной террасе реки Паланы, в 7 км от места её впадения в Охотское море.
Расстояние до краевого центра, города Петропавловска-Камчатского (для наземного транспорта) — 936 км, до села Тигиль — 165 км. В 4 км к западу от посёлка находится региональный аэропорт «Палана».

## Топонимия
Посёлок назван по одноимённой реке, что в переводе с коряк. Пылылъын означает «имеющая водопад». Также посёлок имеет корякское название Камэран — дословно «дом вяленой кеты» — и ительм. Кылхит — «место, где растут берёзы».

## История
Впервые русские казаки-землепроходцы отряда Атласова вышли в район нынешнего поселения в 1697 году, тогда здесь находился корякский острожек Ангавит, названный казаками Средним Паланским. В 1876 году ввиду частого подтопления поселение было перенесено на современное место. К 1896 году насчитывалось 16 домов и 11 землянок, в которых проживало 180 человек. В центре находились церковь и лавка. Подавляющее большинство населения были ительмены и коряки, русских только 20 человек. Местные жители занимались рыболовством и охотой, а также собирательством. В то время паланцы не держали оленей, а основным видом транспорта зимой были ездовые собаки.
К 1920 году в Палане проживало около 250 человек. В селе имелись церковь и школа, 37 жилых деревянных домов и 3 землянки. В 1925 году в церкви разместился сельский клуб, спустя пять лет здание было разобрано и перестроено в новый Дом культуры.
В декабре 1926 года в селе был открыт фельдшерский пункт. 16 октября 1930 года открылось радиопочтовое отделение, в 1937 году — библиотека.
15 октября 1937 года Постановлением № 88 Президиума ВЦИК административный центр Корякского национального округа Камчатской области Дальневосточного края был переведён из Корякской культбазы в село Палана.
23 августа 1955 года решением № 60 Корякского окрисполкома в Палане организован лесхоз, который стал отвечать за ведение лесного хозяйства на территории всего округа.
20 июля 1962 года село Палана получило статус рабочего посёлка.
В 1990 году в Палане открылось Корякское педагогическое училище.
В 2000 году атомной подводной лодке Тихоокеанского флота было присвоено название «Палана», при этом администрация Корякского автономного округа и экипаж подлодки заключили соглашение о шефской связи.
1 июня 2003 года был заложен парк культуры и отдыха.
18 февраля 2005 года рабочий посёлок получил статус городского округа.
До 1 июля 2007 года рабочий посёлок Палана был административным центром Корякского автономного округа, субъекта Российской Федерации, который вошёл в состав вновь созданного Камчатского края в качестве административно-территориальной единицы с особым статусом.

## Население
| 1939  | 1959  | 1970  | 1979  | 1989  | 2002  | 2009  |
| ----- | ----- | ----- | ----- | ----- | ----- | ----- |
| 793   | ↗924  | ↗2735 | ↗3687 | ↗4343 | ↘3928 | ↘3591 |
| 2010  | 2012  | 2013  | 2014  | 2015  | 2016  | 2017  |
| ↘3155 | ↗3159 | ↘3134 | ↘3057 | ↘3007 | ↘2947 | ↘2922 |
| 2018  | 2019  | 2020  | 2021  |       |       |       |
| ↘2920 | ↗2922 | ↘2915 | ↘2837 |       |       |       |

По данным Всероссийской переписи населения 2021 года национальный состав был следующим:
| Народ     | Численность, чел. |
| --------- | ----------------- |
| коряки    | 1 074 ▼           |
| русские   | 1 160 ▼           |
| ительмены | 103 ▼             |
| эвены     | 91 ▼              |
| другие    | 409 ▲             |
| всего     | 2 837 ▼           |

Естественное движение
| Годы | Рождений | Смертей | Е.п | Сальдо миграций | Рождаемость (‰) | Смертность (‰) | Е.п (‰) | Сальдо (‰) |
| ---- | -------- | ------- | --- | --------------- | --------------- | -------------- | ------- | ---------- |
| 2010 | 40       | 65      | -25 | 4               | 12,76           | 20,74          | -7,98   | 1,28       |
| 2011 | 56       | 42      | 14  | 11              | 17,73           | 13,30          | 4,43    | 3,48       |
| 2012 | 54       | 50      | 4   | -29             | 17,23           | 15,95          | 1,28    | -9,25      |
| 2013 | 39       | 32      | 7   | -84             | 12,76           | 10,47          | 2,29    | -27,48     |
| 2014 | 45       | 47      | -2  | -48             | 14,97           | 15,63          | -0,67   | -15,96     |
| 2015 | 40       | 30      | 10  | -70             | 13,57           | 10,18          | 3,39    | -23,75     |

Национальный состав
По данным Всероссийской переписи населения 2010 года:
| Национальность | Численность (чел.) | Процентное соотношение |
| Русские        | 1 447              | 45,86%                 |
| Коряки         | 1 122              | 35,56%                 |
| Эвены          | 120                | 3,80%                  |
| Всего          | 3 155              | 100,00%                |

## Средства массовой информации
Ранее в феврале 1992 года в Палане была создана ГТРК «Палана» (территориальное отделение ГТРК «Камчатка»). В 2005 году, по инициативе ВГТРК, в результате объединения с ГТРК «Камчатка» Палана стала его территориальным отделением, полностью лишившись собственного телеэфира.

## Образование
Средняя общеобразовательная школа № 1. Открыта в 1892 году. В 1937 году школа стала семилетней, в 1950-м — средней. В начале 1970-х построили два новых типовых здания. Обучается около 450 учащихся.

## Транспорт
В 7 км от Паланы есть пункт рейдовой разгрузки морских судов (портпункт), находящийся в устье реки Паланы. Портпункт обеспечивает разгрузку судов с топливом, продовольствием и промтоварами из Петропавловска-Камчатского, Владивостока, Находки и Магадана. Наиболее благоприятное время года для морской навигации — май—октябрь.
Имеется аэропорт местных воздушных линий (Камчатское авиационное предприятие), принимающий самолёты и вертолёты из Петропавловска-Камчатского и районных посёлков. Используется также для грузовых перевозок.
По зимнику протяжённостью 440 км из Паланы можно проехать на автомобильном транспорте до сёл Эссо и Анавгай, расположенных в Быстринском районе Камчатского края, а оттуда по автомобильной дороге до Петропавловска-Камчатского.
Происшествия
- 12 сентября 2012 года в 12:28 местного времени (4:28 по московскому времени) самолёт Ан-28, следовавший рейсом № 251 по маршруту Елизово (Петропавловск-Камчатский) — Палана, потерпел катастрофу в 10 километрах от посёлка Палана. Погибло 10 человек.
- 6 июля 2021 года самолёт Ан-26 при заходе на посадку врезался в скалу на побережье Охотского моря. Погибло 22 пассажира и 6 членов экипажа[27].

## Климат
Поселок, как и весь регион, относится к районам Крайнего Севера.
| Показатель              | Янв. | Фев. | Март | Апр. | Май | Июнь | Июль | Авг. | Сен. | Окт. | Нояб. | Дек. | Год |
| ----------------------- | ---- | ---- | ---- | ---- | --- | ---- | ---- | ---- | ---- | ---- | ----- | ---- | --- |
| Абсолютный максимум, °C | 6    | 10   | 12   | 12   | 20  | 27   | 30   | 27   | 21   | 18   | 8     | 6    | 30  |
| Средний максимум, °C    | −13  | −11  | −6   | −1   | 6   | 12   | 15   | 15   | 10   | 4    | −3    | −10  | 1   |
| Средняя температура, °C | −17  | −15  | −11  | −5   | 2   | 8    | 11   | 11   | 7    | 1    | −7    | −14  | −3  |
| Средний минимум, °C     | −21  | −19  | −17  | −9   | −1  | 3    | 7    | 7    | 3    | −2   | −11   | −18  | −6  |
| Абсолютный минимум, °C  | −42  | −40  | −38  | −27  | −17 | −3   | −2   | −3   | −9   | −20  | −30   | −38  | −42 |
| Норма осадков, мм       | 18   | 11   | 12   | 22   | 25  | 45   | 65   | 66   | 60   | 63   | 58    | 27   | 472 |
| Источник: WeatherBase   |      |      |      |      |     |      |      |      |      |      |       |      |     |